# Salon (gouw)
Salon was de naam van een Frankische gouw in het westen van wat nu Overijssel is. De grenzen liepen waarschijnlijk samen met de IJssel, de Overijsselse Vecht, het Zwarte Water (afgeleid van zwet wat grens betekent), de Regge en de Schipbeek. De naam Salland (die tegenwoordig een groter gebied omvat) is hiervan afgeleid.
Aan de overkant van de IJssel lag Felua (Veluwe); in het noordwesten van Salon lag de gouw Swifterbant aan de monding van de IJssel en het Zwarte Water, maar in de vroege middeleeuwen is deze gouw grotendeels weggespoeld; ten noorden van de Vecht lag Treanth (Drenthe), in het oosten grensde Salon aan Twente; ten slotte lag stroomopwaarts de IJsselgouw (Hisloa, Isloi). Urk werd ook bestuurd door de graaf van Salon.
Het gebied werd vanaf de 6e eeuw bewoond door de Saksen; de dialecten die er tegenwoordig nog gesproken worden in Salland (het Sallands) zijn nog steeds Nedersaksisch. Halverwege kwamen christelijke zendelingen om de bevolking te bekeren, wat echter niet gemakkelijk ging. Tijdens de Saksenoorlogen (772-804) werd het gebied onderworpen door de Franken en toegevoegd aan hun rijk als de gouw Salon.